# Frösön
Frösön er den største ø i Storsjön i Sverige, var i omkring tusind år Jämtlands hovedby, centrum for handel og transport. Östersund overtog først denne rolle fuldstændig, da jernbanen kom til Östersund i 1879. Frösön indgår nu som en del af Östersunds kommune, men var selvstændig by (köping) frem til 1970.
Frösön har tre broforbindelser, i øst med Östersund (Frösöbron), i vest med Genvalla (Vallsundsbron) og i nord med Rödön (Rödöbron). Den højeste bakke på Frösön, Östberget, er 468 m.o.h. (176 m over Storsjön). I sydøst findes også en sø, Ändsjön.
Frösön er som mange andre steder omkring Storsjön opkaldt efter urnordiske guder; guden Frös – Frejs ø.

## Eksternt link
- Frösön Arkiveret 9. april 2010 hos  Wayback Machine – froson.com med bl.a. turistinformation og kort